# Les Oiseaux d'Amérique
Pour les autres articles de la traduction anglophone, voir Birds of America.
Les Oiseaux d'Amérique (en anglais : The Birds of America) est un ouvrage de l'ornithologue, naturaliste et peintre américain Jean-Jacques Audubon (1785-1851), publié entre 1827 et 1838.

## Le livre
L'ouvrage est constitué de planches ornithologiques de très grande taille, représentant les divers oiseaux vivant aux États-Unis. 
Jean-Jacques Audubon s'installe dans l'Ouest en 1808 : il commence à repérer les diverses espèces d'oiseaux. En 1810, il rencontre l'ornithologue Alexander Wilson : Audubon forme alors le projet de représenter ces espèces et y travaille à partir de 1820. Il parcourt alors l'ensemble des États-Unis, découvrant au passage vingt-trois espèces d'oiseaux.
Il en résulte 435 aquarelles, qui ont alors un grand intérêt scientifique, mais sont également remarquées pour leurs qualités artistiques.
Ces aquarelles sont ensuite gravées, grâce au procédé de l'aquatinte, par Robert Havell Sr. et Robert Havell Jr. Les oiseaux sont représentés grandeur nature, ce qui fait de l'ouvrage le plus grand livre illustré ancien du monde (format double-éléphant-folio, soit environ 98 × 66 cm,). 
Ces planches, coloriées à la main, sont rassemblées dans Les Oiseaux d'Amérique, qui paraît à Londres, en 4 volumes, de 1827 à 1838. L'ouvrage est tiré à 200 exemplaires. Il n'en subsiste plus aujourd'hui que 119 exemplaires complets (dont 108 sont conservés dans des institutions publiques), les autres ayant été dispersés lors de la vente séparée des gravures.
L'ouvrage est considéré comme l'un des plus coûteux de l'histoire de l'édition. En 2010, un des rares exemplaires appartenant à des collections privées a été adjugé pour 7,3 millions de livres, soit 8,6 millions d'euros, lors d'une vente aux enchères organisée par la maison Sotheby's à Londres,.
Audubon a ensuite rédigé 435 Vies d'oiseaux (Bird Biographies) pour accompagner les planches de l'édition in-octavo, qui fait suite à l'édition originale.
Les aquarelles originales sont conservées à la New-York Historical Society, qui les a achetées à la veuve d'Audubon.

### Quelques illustrations

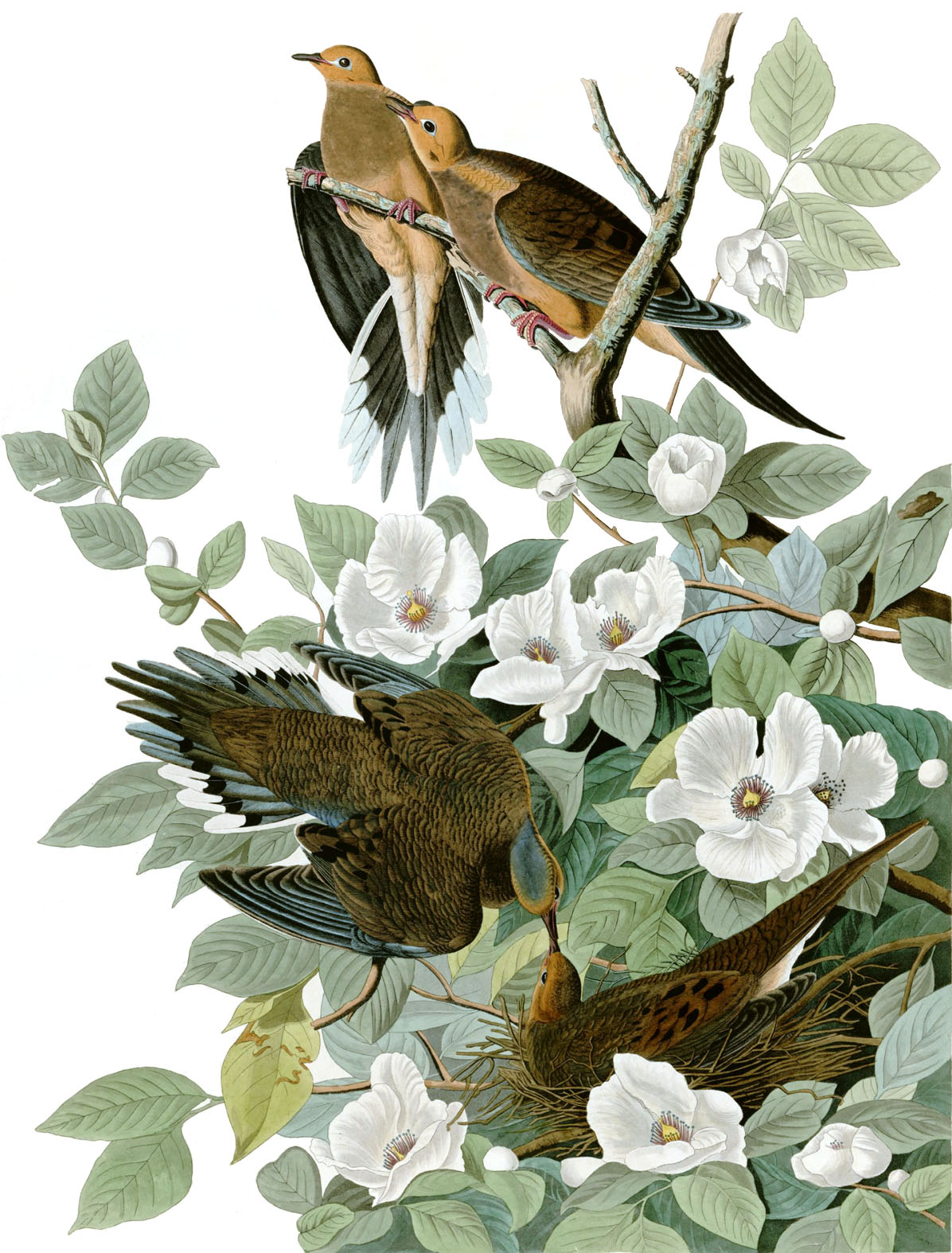
Zenaida macroura.
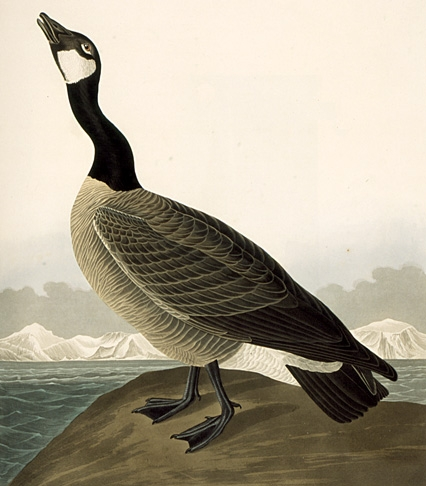
Bernache du Canada.
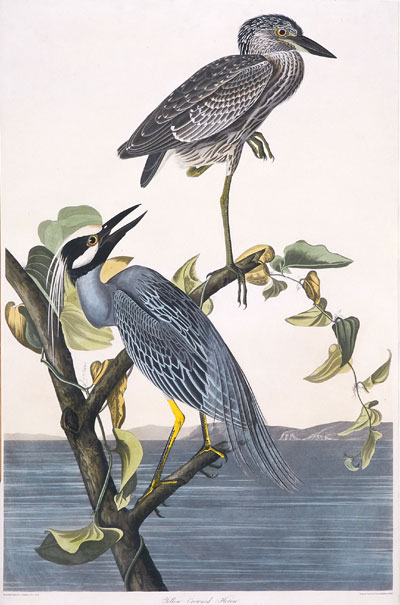
Bihoreaux violacés (Nycticorax violaceus).
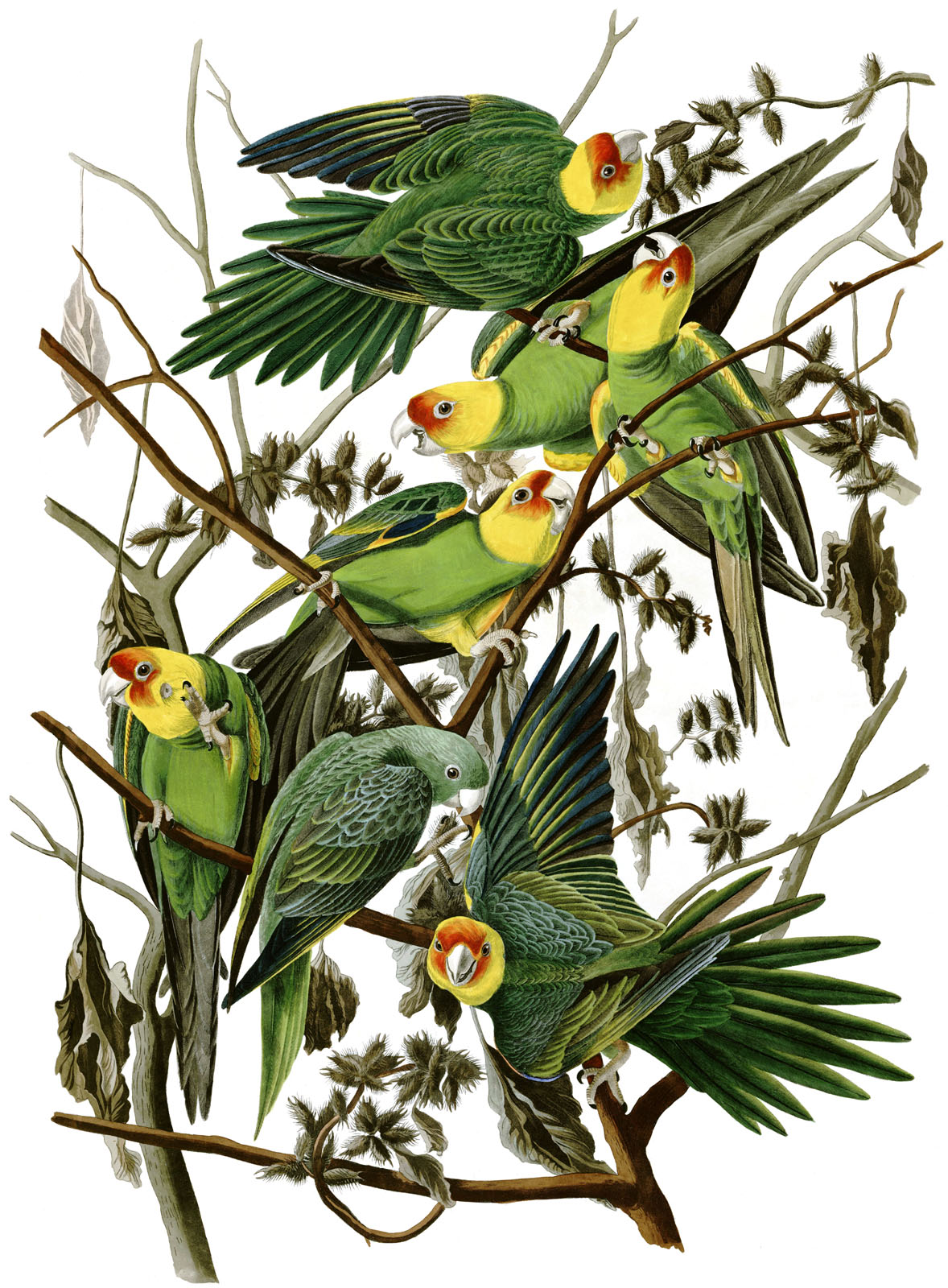
Perruche de Caroline (Conuropsis carolinensis).
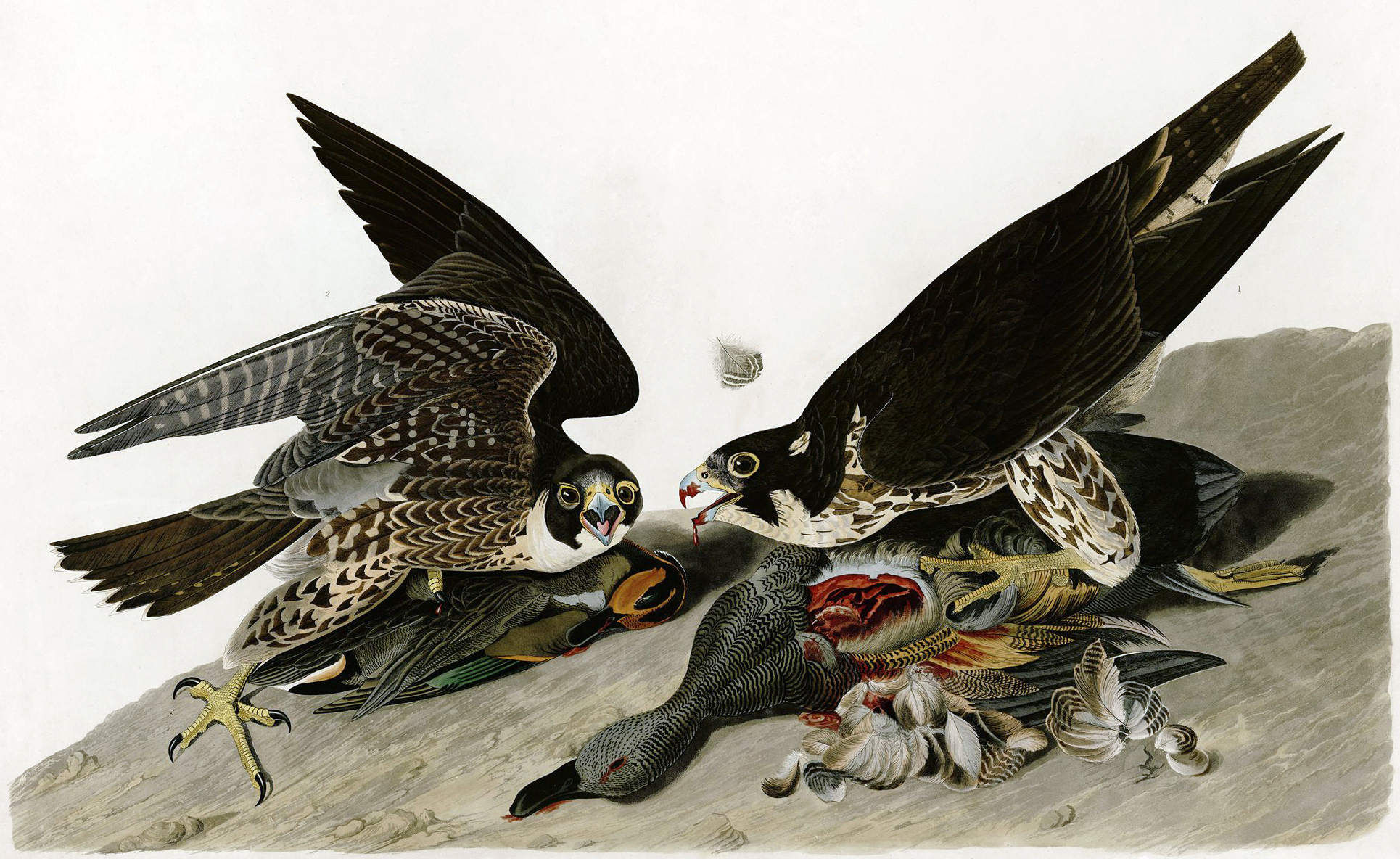
Faucon pèlerin.
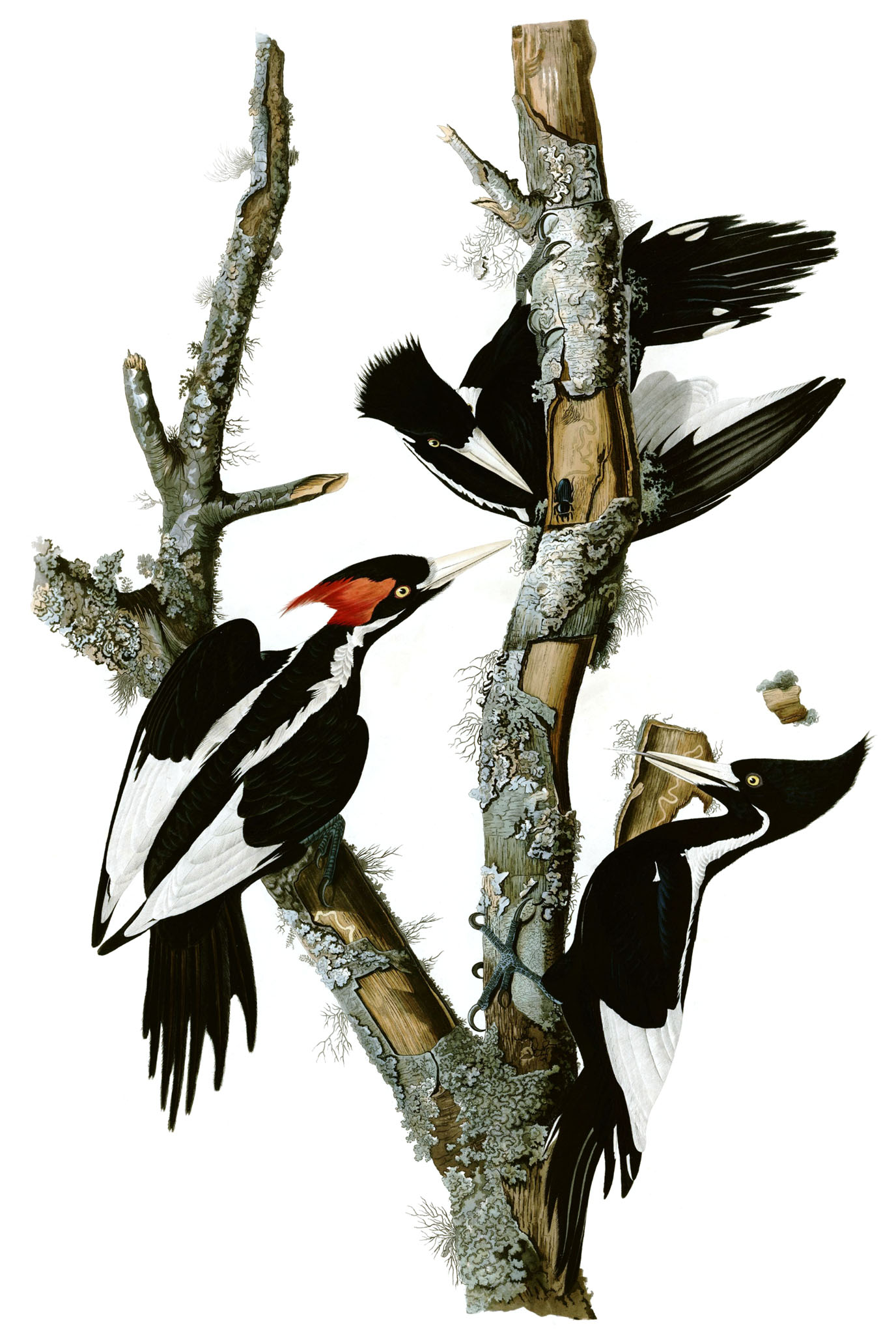
Pic.
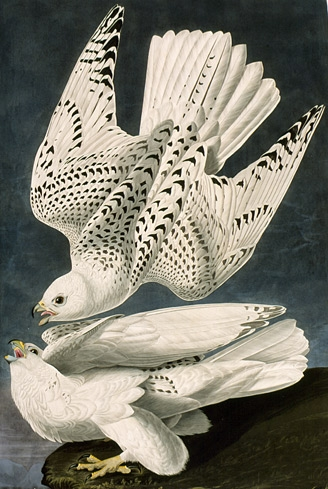
Gerfaut.
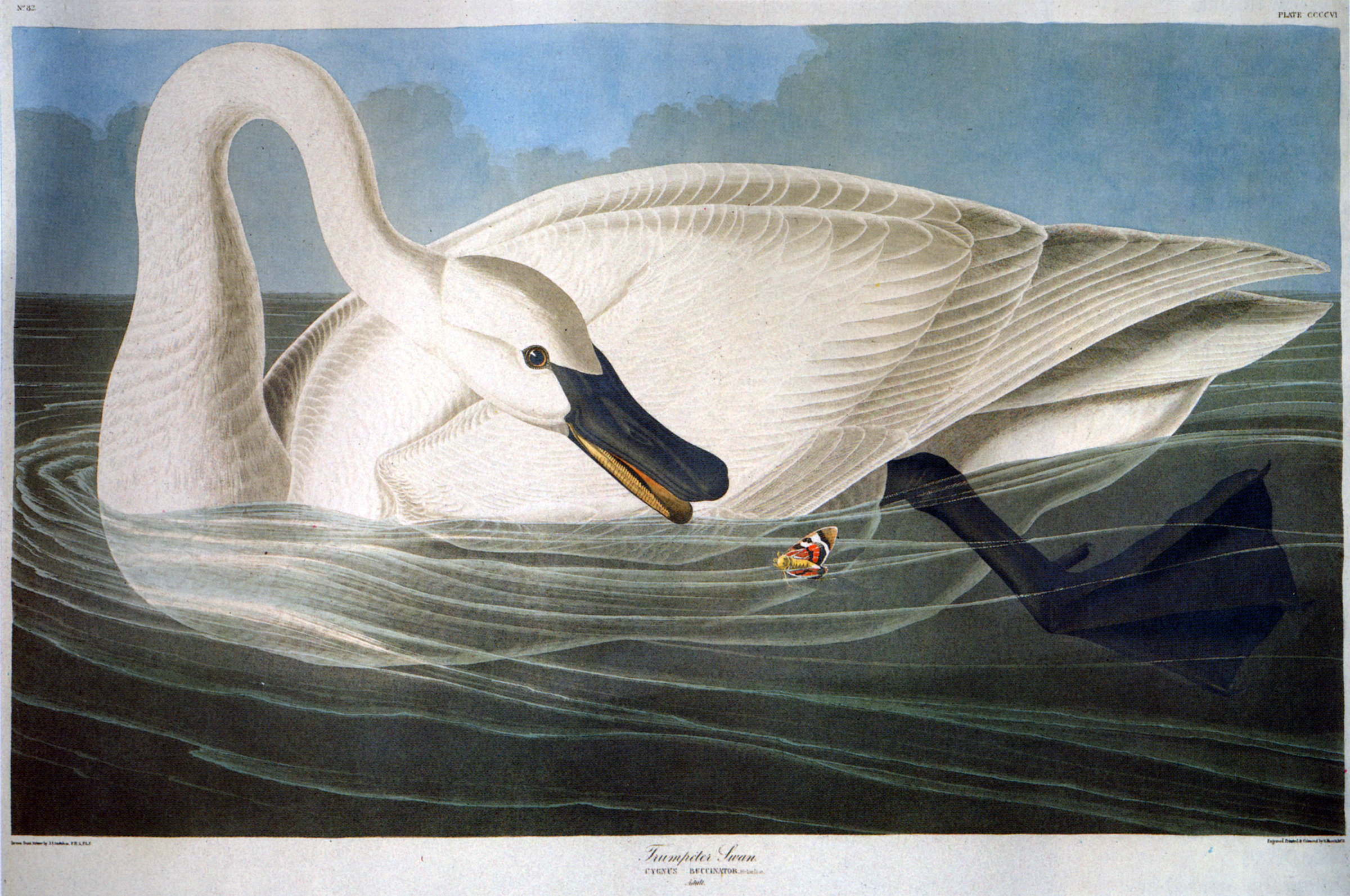
Cygne trompette.

## Au cinéma
- Birds of America, documentaire de Jacques Lœuille, 1 h 24 (2020, sorti en 2022 en salle)[5]